# روزي رييس
روزي رييس (بالإسبانية: Rosie Reyes)‏ مواليد 23 مارس 1939 في مدينة مكسيكو، هي لاعبة كرة مضرب مكسيكية تلعب باليد اليمنى. هي إحدى بطلات الجراند سلام. شاركت في دورة الألعاب الأولمبية الصيفية.

## النهائيات

### الزوجي (الألقاب 1، الوصافة 2)
| الحصيلة | السنة | البطولة          | الأرضية | الشريك       | المنافس                         | النتيجة       |
| ------- | ----- | ---------------- | ------- | ------------ | ------------------------------- | ------------- |
| الوصافة | 1957  | البطولة الفرنسية | ترابية  | يولا راميريز | شيرلي براشير دارلين هارد        | 5–7, 6–4, 5–7 |
| الفوز   | 1958  | البطولة الفرنسية | ترابية  | يولا راميريز | ماري هوتون ثيلما كوين لونغ      | 6–4, 7–5      |
| الوصافة | 1959  | البطولة الفرنسية | ترابية  | يولا راميريز | ساندرا رينولدز بريس رينيه شومان | 6–2, 0–6, 1–6 |

### الزوجي المختلط (الوصافة 1)
| الحصيلة | السنة | البطولة                  | الأرضية | الشريك       | المنافس                           | النتيجة  |
| ------- | ----- | ------------------------ | ------- | ------------ | --------------------------------- | -------- |
| الوصافة | 1974  | دورة فرنسا المفتوحة 1974 | ترابية  | مارسيلو لارا | مارتينا نافراتيلوفا إيفانا مولينا | 3–6, 3–6 |

## روابط خارجية
- روزي رييس على موقع رابطة محترفات التنس (الإنجليزية)
- روزي رييس على موقع الاتحاد الدولي لكرة المضرب (الإنجليزية)
- روزي رييس على موقع كأس بيلي جين كينغ (الإنجليزية)
- روزي رييس على موقع خلاصة التنس.كوم (الإنجليزية)
- روزي رييس على موقع اللجنة الأولمبية الدولية (الإنجليزية)
- روزي رييس على موقع أوليمبيديا (الإنجليزية)
- على موقع رابطة محترفات كرة المضرب